# Jenson Brooksby
Jenson Brooksby (ur. 26 października 2000 w Sacramento) – amerykański tenisista.

## Kariera tenisowa
Brooksby wygrał jeden tytuł w cyklu ATP Tour z czterech osiągniętych finałów w grze pojedynczej.
W 2019 roku podczas turnieju US Open zadebiutował w imprezie wielkoszlemowej. Po wygraniu trzech meczów w kwalifikacjach wygrał w pierwszej rundzie turnieju głównego z Tomášem Berdychem. W drugiej rundzie przegrał natomiast z Nikolozem Basilaszwilim. Wystartował wówczas również w turnieju par mieszanych z Hailey Baptiste – odpadli w pierwszej rundzie.
W rankingu gry pojedynczej najwyżej był na 33. miejscu (13 czerwca 2022), a w klasyfikacji gry podwójnej na 1403. pozycji (18 listopada 2019).

### Finały w turniejach ATP Tour
| Legenda                                      |
| -------------------------------------------- |
| Wielki Szlem                                 |
| Igrzyska olimpijskie                         |
| Tennis Masters Cup / ATP Finals              |
| ATP Masters Series / ATP Tour Masters 1000   |
| ATP International Series Gold / ATP Tour 500 |
| ATP International Series / ATP Tour 250      |

#### Gra pojedyncza (1–3)
| Końcowy wynik | Nr | Data            | Turniej | Nawierzchnia  | Przeciwnik     | Wynik finału   |
| ------------- | -- | --------------- | ------- | ------------- | -------------- | -------------- |
| Finalista     | 1. | 18 lipca 2021   | Newport | Trawiasta     | Kevin Anderson | 6:7(8), 4:6    |
| Finalista     | 2. | 13 lutego 2022  | Dallas  | Twarda (hala) | Reilly Opelka  | 6:7(5), 6:7(3) |
| Finalista     | 3. | 31 lipca 2022   | Atlanta | Twarda        | Alex de Minaur | 3:6, 3:6       |
| Zwycięzca     | 1. | 6 kwietnia 2025 | Houston | Ceglana       | Frances Tiafoe | 6:4, 6:2       |